# Pavant
Pavant è un comune francese di 805 abitanti situato nel dipartimento dell'Aisne della regione dell'Alta Francia.

## Società

### Evoluzione demografica
Abitanti censiti

## Storia
All'epoca dei Galli, Pavant era sotto l'autorità della tribù dei Meldi. Quando Roma conquistò la Gallia, il villaggio passò alla provincia del Belgio. All'epoca merovingia, Pavant era compreso nella Neustria, poi nella diocesi di Soissons.
Pavant fu annesso al regno di Francia con il trattato di Verdun nell'843. All'epoca feudale, il villaggio apparteneva alla contea di Champagne.